# Coffeyville
Coffeyville és una ciutat situada a l'estat de Kansas (EUA), al comtat de Montgomery.

## Demografia
Segons el cens americà de 2000 la seva població era d'11.021 habitants.
El 2006 es va estimar una població de 10.387, un decreixement de 634 (-5,8%).

## Geografia
D'acord amb el United States Census Bureau té una àrea de 18,3 km².

## Poblacions veïnes
El següent diagrama representa les poblacions en un radi de 24 km al voltant de Coffeyville.